# Дарне (Вогези)
Дарне́ (фр. Darney) — муніципалітет у Франції, у регіоні Гранд-Ест, департамент Вогези. Населення — 1056 осіб (01.01.2021).
Муніципалітет розташований на відстані близько 290 км на схід від Парижа, 120 км на південь від Меца, 32 км на захід від Епіналя.
Перший Чехословацький президент Томаш Гарріг Масарик відвідав там свій Чехословацькі легіони 8 грудня 1918 в Дарні. 

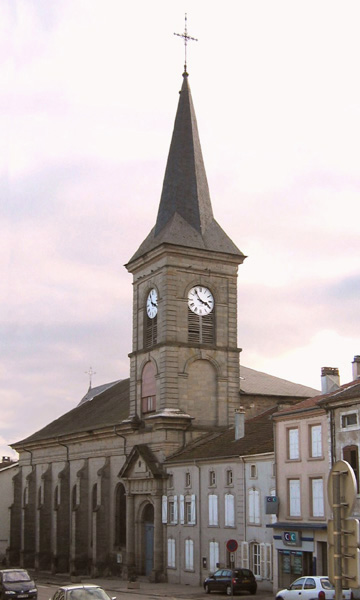

## Історія
До 2015 року муніципалітет перебував у складі регіону Лотарингія. Від 1 січня 2016 року належить до нового об'єднаного регіону Гранд-Ест.

## Демографія
Динаміка населення (INSEE ):
Розподіл населення за віком та статтю (2006):
| Стать | Всього | До 15 років | 15-24 | 25-44 | 45-64 | 65-85 | Понад 85 |
| --- | ------ | ----------- | ----- | ----- | ----- | ----- | -------- |
| Чоловіки | 582    | 94          | 94    | 140   | 131   | 94    | 29       |
| Жінки | 682    | 82          | 82    | 146   | 169   | 163   | 40       |
| \| Статево-вікова піраміда \| Статево-вікова піраміда \| Статево-вікова піраміда \| \| ----------------------- \| ----------------------- \| ----------------------- \| \| Чоловіки \| Вік \| Жінки \| \| 29 \| 85 + \| 40 \| \| 20 \| 80-84 \| 28 \| \| 33 \| 75-79 \| 67 \| \| 16 \| 70-74 \| 44 \| \| 25 \| 65-69 \| 24 \| \| 32 \| 60-64 \| 50 \| \| 26 \| 55-59 \| 45 \| \| 49 \| 50-54 \| 29 \| \| 24 \| 45-49 \| 45 \| \| 37 \| 40-44 \| 33 \| \| 45 \| 35-39 \| 48 \| \| 29 \| 30-34 \| 36 \| \| 29 \| 25-29 \| 29 \| \| 49 \| 20-24 \| 45 \| \| 45 \| 15-20 \| 37 \| \| 37 \| 10-14 \| 33 \| \| 24 \| 5-9 \| 37 \| \| 33 \| 0-4 \| 12 \| |        |             |       |       |       |       |          |
| Статево-вікова піраміда |        |             |       |       |       |       |          |
| Чоловіки | Вік    | Жінки       |       |       |       |       |          |
| 29 | 85 +   | 40          |       |       |       |       |          |
| 20 | 80-84  | 28          |       |       |       |       |          |
| 33 | 75-79  | 67          |       |       |       |       |          |
| 16 | 70-74  | 44          |       |       |       |       |          |
| 25 | 65-69  | 24          |       |       |       |       |          |
| 32 | 60-64  | 50          |       |       |       |       |          |
| 26 | 55-59  | 45          |       |       |       |       |          |
| 49 | 50-54  | 29          |       |       |       |       |          |
| 24 | 45-49  | 45          |       |       |       |       |          |
| 37 | 40-44  | 33          |       |       |       |       |          |
| 45 | 35-39  | 48          |       |       |       |       |          |
| 29 | 30-34  | 36          |       |       |       |       |          |
| 29 | 25-29  | 29          |       |       |       |       |          |
| 49 | 20-24  | 45          |       |       |       |       |          |
| 45 | 15-20  | 37          |       |       |       |       |          |
| 37 | 10-14  | 33          |       |       |       |       |          |
| 24 | 5-9    | 37          |       |       |       |       |          |
| 33 | 0-4    | 12          |       |       |       |       |          |

## Економіка
2010 року серед 746 осіб працездатного віку (15—64 років) 486 були активними, 260 — неактивними (показник активності 65,1%, у 1999 році було 68,6%). З 486 активних мешканців працювало 418 осіб (241 чоловік та 177 жінок), безробітними було 68 (33 чоловіки та 35 жінок). Серед 260 неактивних 46 осіб було учнями чи студентами, 93 — пенсіонерами, 121 була неактивною з інших причин.

У 2010 році в муніципалітеті числилось 494 оподатковані домогосподарства, у яких проживали 982,5 особи, медіана доходів виносила 15 908 євро на одного особоспоживача